# 法雲庵
法雲庵（朝鲜语：／）位於朝鮮平壤直轄市西部龍岳山南側山腰，是一座佛教寺院。
法雲庵始建於高句麗時代，朝鮮王朝時期改建。以懸崖峭壁為背景，由本殿、羅漢殿、山神閣、七星閣、僧房等5棟建築組成。本殿建在高臺上，正面5間（10.27米）、側面3間（6.2米），由有雙翼拱的14根頭粗底細的柱子支撐著歇山式屋頂。殿內設有地板房和暖炕房。提拱較短，而斗拱構造精細。 法雲庵原來隸屬於永明寺，現已被列為第13號朝鮮民主主義人民共和國國寶。
龍岳山位於平壤的萬景臺區，最高峰海拔292米，山上還有「少年教育營舍」，電氣化鐵路的七谷車站可以到它的山腳。鄰近還有龍岳山泉水，據稱有益於人體健康長壽。
2011年9月3日，以韓國佛教曹溪宗總務院長慈乘為代表的37位佛教界人士以及民族互助機構代表啓程赴朝鮮訪問，這是韓國政府自2010年3月天安號沉没事件以來第一次批准韓國和朝鮮之間的社會文化交流活動。韓國佛教代表團在朝鮮逗留至2011年9月7日，其間於9月5日出席在朝鮮平安北道妙香山普賢寺召開的“紀念八萬大藏經版刻1000年古佛法會”。此外，該代表團還計劃訪問平壤附近的廣法寺、法雲庵等佛寺。
2014年2月，居住在香港的澳大利亚人约翰·肖特以游客身份进入朝鲜后，在参观法雲庵时私自散布自制的朝鲜文基督教传单，随即遭到逮捕。2014年3月3日，朝鲜宣布根据法律，本着宽大处理的原则并且考虑到肖特的年龄，以从事“反朝宗教阴谋活动”的罪名将肖特驱逐出境，同时朝鲜还播发了肖特的谢罪书。
2014年4月30日，韩国《朝鲜日报》网站转载相关报道称，为保护佛寺的文化财产，保证修补遗迹的预算充足，一直完全禁止宗教活动的朝鲜当局，近日起开始允许一般民众访问寺庙并供佛。平壤的高层干部及其家族向佛寺捐献了数额可观的金钱。特别是在平壤市民最常去的龍岳山法雲庵，常能见到高层人士出入。一位平壤的消息人士表示：“去法雲庵礼佛的人，普通花费大概是500元朝币，但是也有干部或者是干部家族捐5000以上的朝元。从施舍钱数的不同，也可以看出人们社会阶级的差别。”
2008年5月25日，朝鲜民主主义人民共和国发行了一套邮票共2枚，图案为龍岳山、树木及法雲庵等。